# معبد فينوس (لبنان)
معبد فينوس (بالإنجليزية: Temple of Venus)‏، هو أحد معابد بعلبك، لبنان.

## الموقع
يقع المعبد إلى الجنوب الشرقي من قلعة بعلبك يقوم هيكل صغير مستدير لا مثيل لتصميمه في جميع أنحاء العالم الروماني على الإطلاق. وقد بُني في القرن الثالث. وكان هذا الهيكل مخصصاً لتكريم الإلهة التي تمثل مدينة بعلبك وتشفع لها أمام آلهة مدينة العظام. وهذا ما يفسر توجيه المعبد باتجاه المعبد الكبير وتحويله في العصر البيزنطي إلى كنيسة على اسم القديسة «بربارة» التي تُعتبر شفيعة المدينة، وتقول التقاليد المحلية فيها إنها ولدت واستشهدت في بعلبك. وما يزال أهالي بعلبك يطلقون اسم «البربارة» على هذا الهيكل حتى اليوم. وعلى مقربة من هذا الهيكل، بقايا هيكل آخر يرجع تاريخه إلى بدايات القرن الأول ق.م، وكان مخصصاً لعبادة «الموسات» ربّات الفنون والآداب.

## تدميره وإعادة بناؤه
كان معبد فينوس والأعمدة الستة لمعبد أول المعالم التي جذبت أنظار قسم الآثار تحت الانتداب الفرنسي. وبين العامين 1931 و1933 تم تخصيص مبلغ كبير من المال لتعزيز هذين الأثرين. دمرت العديد من الزلازل معبد فينوس وأقفلته. إن الأعمدة البريستالية تحمل النهايات البارزة للحلقات الملتصقة مع الباحة الداخلية للمعبد وكانت تميل 30 إلى 40 سم إلى خارج الخط الراسي، والكتل الحجرية التي تتألف منها الباحة الداخلية فصلوا في مفاصلهم. حفظت أجزاء السطح المعمد التي تمتد من الأعمدة إلى الباحة الداخلية المعبد من الدمار الكلي. وكان الجزء الجنوبي الشرقي من المبنى قد قاوم الدمار الجزئي بعدة قرون ولكن الرواق الذي كان يشكل المدخل الأمامي والجزء الغربي من المعبد فوق المنصة تدمرا بشكلٍ كامل، باستثناء بعض أجزاء الحلقة الواحدة العرضية ولم يبقى من الأجزاء المدمرة التي وجدت في المحيط المباشر للمعبد شيء. يمكن استنتاج كيف ومتى دمرت هذه الأجزاء من المعبد من خلال عمليات التنقيب الأخيرة. هذه التنقيبات بدات في الخمسينيات واستمرت حتى اليوم، وعثر على طبقة سميكة من التراب الأحمر والحصى النهرية المماثلة لتلك التي توجد في النهر، مودوعة على طول الجزء الغربي من هذا المبنى، وهذا ما يدل على العديد من الفيضانات هي نفسها التي تؤثر اليوم على منطقة المعبد خلال أواخر آذار وأوائل نيسان، وهذه الفيضانات هي بسبب المطار الغزيرة في وديان شمال شرق بعلبك. في وقت سابق لأعمال التنقيب كانت مياه الفيضانات تملأ منطقة المعبد لعدة أيام حتى تمتصها الأرض ببطء وفي الوقت الحاضر وبغية تجنب مياه الفيضان فقد أعيد العمل على نظام تفريغ قديم، ويتألف من قناة موجودة منذ الحقبة العربية وكانت تستخدم لتزويد خندق القلعة بالمياه وبدورها كانت متصلة بنظام الصرف الصحي الروماني. ويبين أحد النقوش الموجودة على الجزء الجنوبي من المنصة تحت العامود البريستالي أنه في الأول من أيلول من السنة 742 من العهد السلوقي (430 ب.م) قام قام لوبوس الرائع وهو واحد من اوائل مدينة بعلبك بدفع النفقات المالية لبناء قنوات معبدة بالحجارة تحت حكم ستراتيفوس سيرنوس أنثيوس يصف الجزء الأول من النقش ووظيفة القناة التي بنيت كانت للقضاء على التأثير المدمر للفيضانات السنوية. واكتشف جزء من القناة خلال أعمال التنقيب الأخيرة وعرف أن بعض الأحجار يعود إلى معبد فينوس لذا يمكن الإستنتاج أن أجزاء من معبد فينوس قد وقعت بالفعل عندما شُيدت القناة عام 430 ب.م. هذا ما يفسر حقيقة أن القواعد والأساسات للأعمدة البريستالية الجنوبية الغربية تختلف عن تلك الموجودة في الجهة الشمالية الشرقية ويمكن اعتبارها بدائل خلال إعادة إعمار سابقة. يمكن اعتبار أن أحد الحلقات قد وقعت في فترة ليست ببعيدة لأن بقاياها وجدت على مستوى على مستوى مرتفع كمنصة المعبد ويبدو أن انهيارها كان بسبب زلزال عام 1759 الذي أدى إلى إنقاص أعمدة جوبيتر من تسعة إلى ستة حالياً. وهكذا وفي الأعوام 1931-1933 تم تفكيك الأجزاء المتبقية من معبد فينوس وأعيد بنائها والمهندس المشرف كان ف. أنوس، تلاه السيد م.كوبل، الكاتب الذي عمل مع الراحلين ح.ماركيان والسيد أ.سينكحيان الذين عملا على صياغة مخطط للآثار كما كانت ثم أعيد جمع كل القطع كما كانت على الورق إلى حالتها الأصلية عند إعادة الإعمار. ونظراً لندرة الخشب المطلوب للسقالات فقد شيد هيكل من الإسمنت داخل الباحة الداخلية للمعبد وقد شيد للتفكيك وإعادة بناء المعبد ثم أزيل بعد انتهاء العمل. بعد العام1933 كان معبد فينوس جزيرة خارج منطقة المعبد فقد كان محاطاً بجدار يفصل بين أرضه وبين المنازل المرتفعة الأراضي المحيطة به، وفي الخمسينيات ومع ارتفاع ميزانية وزارة الآثار صودرت الأراضي المحيطة بالمعبد وتم إجراء تحقيق في المجمع. اكتشف بعض الفخارات والخزف أثناء عملية التنصيب السطحية التي تعود إلى القرن الأول الميلادي ولكن وجد في الطبقات الأعمق من الأرض فخار يعود بالتتالي إلى فترات أكثر حداثة ووجدت بعض فخاريات العصور الوسطى عند مستوى المعبد، هذه الحقيقة تشير إلى أن ارتفاع مستوى الأرض حول معبد فينوس وعند مدخل معبد جوبيتر كان بسبب حفر خندق حول معابد جوبيتر وباخوس، وهذا الخندق يعود إلى العصر الذي تحول به المجمع إلى حصن قلعة. وأظهرت أعمال التنقيب ان قناة الري ارتفعت مع مستوى سطح الأرض ولكن بقيت على نفس المحاذاة. في الوقت الحاضر هناك فرعين لقناة الري: «النهر الشمالي» الذي يمر على طول مدخل جوبيتر ويسقي الحدائق الشمالية بالنسبة لمنطقة المعبد، والنهر ليس نظيفاً لأن مياه مجاري البلدة تدخله. لقد وجدنا ان الحالة نفسها كانت تسود خلال العصور الوسطى عندما كان قاع النهر حوالي 5 أمتار أدنى من المستوى الحالي لمنطقة معبد فينوس. القناة الثانية التي تسقي الحدائق الغربية والجنوبية من منطقة المعبد تسمى «اللوت الوسطاني» ويعتبر نهراً نظيفاً. كان العديد من طواحين المياه تعمل على هذا النهر وما زال هناك واحدة لا تزال تعمل، وخلال التنقيب وجد جزئياً على قناة محدبة كبيرة تحتوي على عدة أحجار من طاحونة من العصر الروماني على الجهة الجنوبية الغربية من الحصن. إن الحجار موجودة بالقرب من طاحونة العصر الحاضر، ونستنتج من ذلك أن استغلال تدفق المياه بقي في المكان نفسه على مر العصور، هذه القنوات التي تنبع من رأس العين تلتقي مرة أخرى إلى الجنوب من معبد فينوس ثم يأخذوا مسارهم الحالي في الري. تشير نقوش العام 430 ب.م أن حماية سياج «معبد الشعر» قد يعزى إلى وجود سياج جديد يحوي معبد فينوس ومعبد آخر سأشير إليه على أنه معبد الشعر لتميزه عن معبد فينوس. وهناك نقش ثان موجود بالقرب من مسجد مدمر على أنقاض حوض كبير وصفه مندريل عام 1697 وهذه النقوش تشير أيضاً أن هذه القنوات تم إصلاحها بمساعدة مالية من سوسيبوس الكبير لاحتواء الفيضانات الغزيرة في فصل الشتاء وأصبحت مياه الربيع النقية وفيرة وذلك استجابة لصلوات القديس تيودوتس. وضع هذا النقش راي كوكيوس في النصف الثاني من القرن الرابع بعد الميلاد، ومن المحتمل أن الحوض المتساءل عنه هو الذي اكتشف بجنوب معبد فينوس وأحيط بأرصفة رومانية كبيرة أعيد استخدامها. على الرغم من ذلك قد يكون ذلك إشارة إلى رأس العين. المسجد المدمر قد يكون شبيه بالمسجد قرب معبد فينوس مع مئذنة قديمة ولكن بقاعة صلاة أكبر حداثة. وجدت بعض الأساسات الرومانية تحت الأرصفة المحيطة بالحوض بالقرب من معبد فينوس، الحوض هو على نفس المستوى من الإنشاءات البيزنطية حول معبد فينوس وهي مبنية بحجارة من النوع الجيد والتي تعود إلى نصب روماني مزخرف. كان الحوض يتلقى مياه نقية من قناة قطعت عند الحدود ومع كل هذه الأدلة قد يميل الشخص إلى الاعتقاد بأن نقش موندريل هو على هذا الحوض وقنوات مياه الفيضانات التي بنيت إلى جانبه. وهكذا وفي نهاية القرن الرابع أو بداية القرن الخامس ومع تدهور نظام التفريع الروماني أو الانسداد الذي حصل بسبب ارتفاع مستوى الشوارع أدى إلى خلق مشكلة فيضانات جديدة مما استرعى اهتمام سكان بعلبك. إن النقطة الرئيسية لنظام التفريغ يبدو أنه موجود تماماً جنوبي معبد فينوس وقد بذلت جهود كثيفة لحماية المعبد المقدس من الفيضانات.